# Изнајмљени дечко
Изнајмљени дечко (енгл. The Wedding Date) америчка је љубавна комедија из 2005. редитељке Клер Килнер у којој наступају Дебра Месинг, Дермот Малрони и Ејми Адамс.

## Радња
Кет Алис, запослена у Вирџин ерлајнсу са седиштем у Њујорку, прима позивницу за венчање од своје млађе сестре која живи у Лондону. Нажалост, кум на овом венчању биће њен бивши вереник, који ју је својевремено напустио без објашњења. Да би импресионирала њега и оне око њега, Кет се окреће служби за пратњу и ангажује савршеног мушкарца у сваком погледу - Ника. Он мора да бриљантно игра улогу њеног новог вереника, са којим она има страствену везу. Али постепено, однос између Кет и Ника прелази оквире „посла” и постаје важнији за њих двоје...